# The Red Ranger Becomes an Adventurer in Another World
The Red Ranger Becomes an Adventurer in Another World (яп. 戦隊レッド 異世界で冒険者になる, Sentai Reddo Isekai de Bōkensha ni Naru, укр. Червоний рейнджер стає авантюристом в іншому світі) — манґа, написана та ілюстрована Койоші Накайоші. Вона видається в журналі Monthly Shōnen Gangan від Square Enix з жовтня 2020 року. Аніме-серіал, створений студією Satelight, вийшов у січні 2025 року.

## Сюжет
Очолюючи команду Super Sentai на Землі, Того Асагакі має здатність перетворюватися на супергероя Кізуна Реда. Під час битви з суперлиходієм Королем Розриву він випадково переноситься у фантастичний світ. Не маючи змоги повернутися додому, він об’єднується з принцесою Тельтіною Ліз Вагрел Альварост, яка прагне зупинити демонічне насіння, що захоплює людей; чаклункою Ідолою Авом, яка хоче довести свою силу та відновити честь своєї родини; і Розі Містом, охоронцем принцеси Тельтіни, який закоханий у неї й заздрить Того, бо той затьмарює його та схоже зближується з принцесою.
Того часто дратує або вражає людей своєю прямолінійністю, відсутністю здорового глузду та нездатністю стримуватися в бою — він регулярно випаровує монстрів, не даючи своїм супутникам можливості продати їхні частини. Крім того, його трансформація, сили та здатність викликати меха не мають магічної природи й абсолютно незрозумілі для місцевих магів.

## Персонажі

### Головні герої
Того Асагакі (яп. 浅垣 灯悟, Asagaki Tōgo) / Кізуна Червоний (яп. キズナレッド, Kizuna Reddo)
Сейю: Томоя Іто
Їдра Арвольн (яп. イドラ・アーヴォルン, Idora Āvorun)
Сейю: Кономі Інаґакі
Тельтіна Ліз Вагрел Альварост (яп. テルティナ・リズ・ワーグレイ・アヴァルロスト, Terutina Rizu Wāgurei Avarurosuto)
Сейю: Мінамі Танака
Розі Міст (яп. ロゥジー・ミスト, Rojī Misuto) / Ловджі Міст
Сейю: Томохіро Оно
Ранія (яп. ラーニヤ, Rāniya)
Сейю: Харука Шираїші

### Кізуна п'ять
Нагаре Банджодзі (яп. 万丈寺 流, Banjōji Nagare) / Кізуна Синій (яп. キズナブルー, Kizuna Burū)
Сейю: Масая Мацукадзе
Емілі Тобіхоші (яп. 飛星 エミリ, Tobihoshi Emiri) / Кізуна Жовта (яп. キズナイエロー, Kizuna Ierō)
Сейю: Міка Кікучі
Сюдзі Катаока (яп. 堅岡 修二, Kataoka Shūji) / Кізуна Зелений (яп. キズナグリーン, Kizuna Gurīn)
Сейю: Хіроші Цучіда
Цукаса Айзава (яп. 愛沢 ツカサ, Aizawa Tsukasa) / Кізуна Рожева (яп. キズナピンク, Kizuna Pinku)
Сейю: Аріса Комія

### Інші
Азір Анума Кукуджа (яп. アジール・アヌマ・ククジャ, Ajīru Anuma Kukuja)
Сейю: Макото Фурукава
Шауха Шемхазар (яп. シャウハ・シェムハザール, Shauha Shemuhazāru)
Сейю: Шіраіші Рьоко
Абу-Дабі (яп. アブダビ, Abu Dabi)
Сейю: Хіроюкі Йошино
Відан (яп. ヴィダン, Bidan)
Сейю: Сузумура Кен'ічі

## Медіа

### Манґа
Написана та ілюстрована Койоші Накайоші, манґа The Red Ranger Becomes an Adventurer in Another World почала виходити в сьонен-журналі Monthly Shōnen Gangan від Square Enix 12 жовтня 2020 року. Square Enix випускає розділи манґи у форматі окремих танкобонів. Перший том вийшов 12 квітня 2021 року. Станом на 12 грудня 2024 року вийшло вісім томів. 
Square Enix почала випускати розділи серії англійською мовою на глобальному сервісі Manga Up! у травні 2023 року.

#### Список томів
| № | Дата виходу       | ISBN                   |
| - | ----------------- | ---------------------- |
| 1 | 12 квітня 2021    | ISBN 978-4-7575-7195-2 |
| 2 | 10 вересня 2021   | ISBN 978-4-7575-7466-3 |
| 3 | 12 квітня 2022    | ISBN 978-4-7575-7876-0 |
| 4 | 12 жовтня 2022    | ISBN 978-4-7575-8199-9 |
| 5 | 11 травня 2023    | ISBN 978-4-7575-8567-6 |
| 6 | 10 листопада 2023 | ISBN 978-4-7575-8897-4 |
| 7 | 9 серпня 2024     | ISBN 978-4-7575-9348-0 |
| 8 | 12 грудня 2024    | ISBN 978-4-7575-9564-4 |

### Аніме
У серпні 2024 року було оголошено, що серія отримає аніме-адаптацію. Аніме створене студією Satelight під керівництвом Кейічіро Кавагучі, який також виконує роль звукорежисера. Ацухіро Томіока відповідає за композицію серії, Шуджі Маруяма розробляє дизайн персонажів і є головним режисером анімації разом із Хідеакі Оніші та Аякі Іто, а Коїчіро Камеяма складає музику. Прем'єра відбулася 12 січня 2025 року на AT-X та інших телеканалах. Початковою піснею є «Cuz I», яку виконує  Хікару Макішима , а завершальна пісня «Explosive Heart» у виконанні Ая Учіда. Crunchyroll транслює серіал.

#### Список серій
| № серії | Назва серії | Режисер(и)                      | Сценарист(и)      | Режисер(и) анімації            | Оригінальна дата показу |
| ------- | --- | ------------------------------- | ----------------- | ------------------------------ | ----------------------- |
| 1       | «Червоний рейнджер і маг» Транслітерація: «Sentai Reddo to Mahōtsukai» (яп. 戦隊レッドと魔法使い )                                     | Кейічіро Кавагучі               | Ацухіро Томіока   | Кейічіро Кавагучі              | 12 січня 2025           |
| 2       | «Червоний рейнджер і шукачі пригод» Транслітерація: «Sentai Reddo to Bōkensha-tachi» (яп. 戦隊レッドと冒険者達)                        | Хідеакі Накано                  | Нацумі Морічі     | Хідеакі Накано                 | 19 січня 2025           |
| 3       | «Червоний рейнджер, герой і принцеса» Транслітерація: «Sentai Reddo to Yūsha to Hime-sama» (яп. 戦隊レッドと勇者と姫様)                | Ейічі Сато                      | Ацухіро Томіока   | Норіакі Сайто                  | 26 січня 2025           |
| 4       | «Червоний рейнджер і леза бондів» Транслітерація: «Sentai Reddo to Kizuna no Tsurugi» (яп. 戦隊レッドと絆の剣)                         | Рьо Ясумура і Ейічі Сато        | Нацумі Морічі     | Норіакі Сайто                  | 2 лютого 2025           |
| 5       | «Червоний рейнджер і діти королеви демонів» Транслітерація: «Sentai Reddo to Maō no Ketsuzoku» (яп. 戦隊レッドと魔王の血族)            | Studio Massket                  | Ацухіро Томіока   | Норіакі Сайто                  | 9 лютого 2025           |
| 6       | «Червоний рейнджер і мрія мага» Транслітерація: «Sentai Reddo to Madōshi no Yume» (яп. 戦隊レッドと魔導士の夢)                         | Ейічі Сато                      | Нацумі Морічі     | Кейічіро Кавагучі і Ейічі Сато | 16 лютого 2025          |
| 7       | «Червоний рейнджер і Сонячний ліс» Транслітерація: «Sentai Reddo to Taiyō no Mori» (яп. 戦隊レッドと太陽の森)                          | Кай Інкай                       | Кейічіро Кавагучі | Кендзі Сето                    | 23 лютого 2025          |
| 8       | «Червоний рейнджер і вбивця бондіани» Транслітерація: «Sentai Reddo to Bansō Kirā» (яп. 戦隊レッドとバンソウキラー)                    | Макото Сокуза                   | Тошікі Іноуе      | Кейічіро Кавагучі              | 2 березня 2025          |
| 9       | «The Red Ranger and the Mental Mask» Транслітерація: «Sentai Reddo to Kokoro no Kamen» (яп. 戦隊レッドと心の仮面)                      | Юдзі Канзакі і Йошіхіде Куріяма | Ацухіро Томіока   | Хіроміцу Каназава              | 9 березня 2025          |
| 10      | «Червоний рейнджер і маска болю» Транслітерація: «Sentai Reddo to Kurushimi no Kamen» (яп. 戦隊せんたいレッドと苦くるしみの仮面かめん) | Макото Сокуза                   | Нацумі Морічі     | Рьо Ясумура                    | 16 березня 2025         |
| 11      | Транслітерація: «Sentai Reddo to Aratana Chikara» (яп. レッドとたな)                                                                   | Буде визначено                  | Буде визначено    | Буде оголошено                 | 23 березня 2025         |